# 博诺 (汝拉省)
博诺 （法語：Bonnaud，法語發音：[bɔno]）是法国汝拉省的一个旧市镇，位于该省中南部，属于隆斯勒索涅区。2017年1月1日，博诺和相邻的另外3个市镇合成为新市镇瓦勒索内特（Val-Sonnette）。

## 地理
博诺（46°37'5"N, 5°25'38"E）面积1.65 平方千米，位于法国勃艮第-弗朗什-孔泰大區汝拉省，该省份为法国东部内陆省份，北起上索恩省，西北接科多尔省，西临索恩-卢瓦尔省，南至安省，东与杜省和瑞士接壤。
与博诺接壤的市镇（或旧市镇、城区）包括：马勒雷、博福尔、万塞勒。

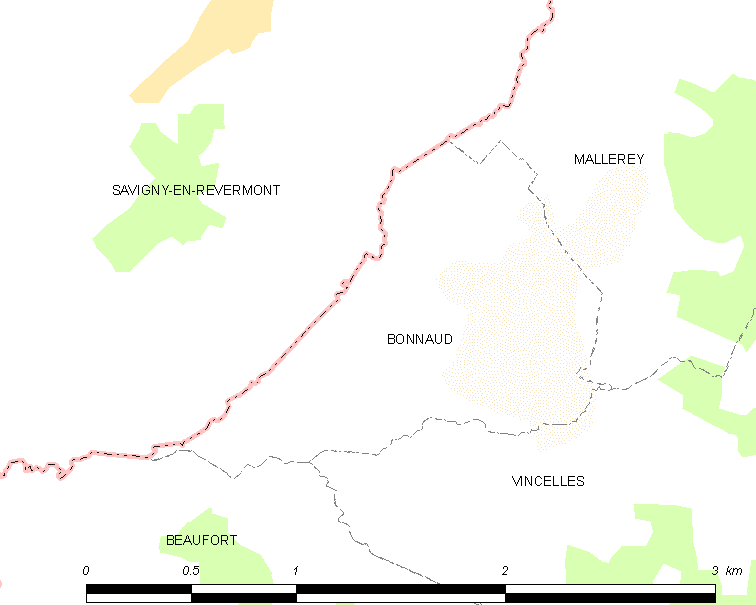
的OSM定位图

博诺的时区为UTC+01:00、UTC+02:00（夏令时）。

## 行政
博诺的邮政编码为39190，INSEE市镇编码为39064。

## 政治
博诺所属的省级选区为圣阿穆尔县。

## 人口

1962-2008年间人口变化图示

博诺于2018年1月1日时的人口数量为58人。